# Чурачикское сельское поселение
Чура́чикское се́льское поселе́ние (чув. Чурачăк ял тăрăхĕ) — муниципальное образование в составе Цивильского района  Чувашской Республики. Административный центр — село Чурачики. 

## История
Статус и границы сельского поселения установлены Законом Чувашской Республики от 24 ноября 2004 года № 37 «Об установлении границ муниципальных образований Чувашской Республики и наделении их статусом городского, сельского поселения, муниципального района и городского округа».

## География
Поселение граничит: на севере — с землями Красноармейского района и Опытного сельского поселения Цивильского района, на северо-востоке и востоке — с землями Первостепановского и Поваркасинского сельских поселений Цивильского района, на юге и западе — с землями Медикасинского сельского поселения Цивильского района. 

По территории поселения проходит автодорога А-151 Цивильск—Ульяновск. Земли поселения находятся в бассейне реки Малый Цивиль и её притоков — ручья Тюрарка, рек Шумажар и Тожможары. 

## Население
| 2010  | 2012  | 2013  | 2014  | 2015  | 2016  | 2017  |
| ----- | ----- | ----- | ----- | ----- | ----- | ----- |
| 2250  | ↘2229 | ↘2206 | ↘2186 | ↘2179 | ↘2130 | ↘2108 |
| 2018  | 2019  | 2020  | 2021  |       |       |       |
| ↘2054 | ↘1977 | ↘1953 | ↘1913 |       |       |       |

## Состав сельского поселения
Поселение образуют 6 населённых пунктов:
| № | Населённый пункт  | Тип населённого пункта       | Население |
| - | ----------------- | ---------------------------- | --------- |
| 1 | Вторые Вурманкасы | деревня                      | ↗117      |
| 2 | Камайкасы         | деревня                      | ↗157      |
| 3 | Новое Сюрбеево    | деревня                      | ↗183      |
| 4 | Новые Чурачики    | деревня                      | ↗34       |
| 5 | Торханы           | деревня                      | ↗82       |
| 6 | Чурачики          | село, административный центр | ↗1911     |